# Католичка црква у Србији
Католичка црква у Србији је једна од верских заједница у Србији, која је део Католичке цркве чије је седиште у Ватикану.

## Организација
Католичка црква у Србији друга је по броју верника верска заједница у Србији, одмах после Православне цркве. Верска заједница католика у Србији део је Међународне бискупске конференције Св. Ћирила и Методија која обухвата Србију, Црну Гору и Македонију. На територији Србије Католичка црква организована је у једну надбискупију и четири бискупије латинског обреда, као посебна Крстурска епархија, под чијом су јурисдикцијом сви гркокатолици у Србији. Највећи број верника Католичке цркве се налази у АП Војводини и граду Београду.
Подела Католичке цркве у оквиру Србије:
- Београдска надбискупија (1924)
- Суботичка бискупија (1968)
- Зрењанинска бискупија (1986)
- Сремска бискупија (2008)
- Призренско-приштинска бискупија (2018)
- Крстурска епархија (2018)

## Број верника
|                     | попис 1921. | попис 1921. | попис 1991. | попис 1991. | попис 2002. | попис 2002. | попис 2011. | попис 2011. | попис 2022. | попис 2022. |
| Број                | %           | Број        | %           | Број        | %           | Број        | %           | Број        | %           |             |
| ------------------- | ----------- | ----------- | ----------- | ----------- | ----------- | ----------- | ----------- | ----------- | ----------- | ----------- |
| Католици            | 751.429     | 17,16       | 496.226     | 6,4         | 410.976     | 5,48        | 356.957     | 4,97        | 257.269     | 3,9         |
| Укупно становништво | 4.378.595   | 100         | 7.759.571   | 100         | 7.498.001   | 100         | 7.186.862   | 100         | 6.647.003   | 100         |